# Europees Verdrag inzake het internationale vervoer van gevaarlijke goederen over de binnenwateren
Het Europees Verdrag inzake het internationale vervoer van gevaarlijke goederen over de binnenwateren (ADN) is een Europese overeenkomst voor het internationale vervoer van gevaarlijke goederen over de binnenwateren waarbij 18 landen zijn aangesloten, waaronder België (sinds 17 juni 2014) en Nederland (sinds 30 april 2003).
De officiële benaming van het verdrag is "Accord européen relatif au transport des marchandises Dangereuses par voies de Navigation intérieures".

## Geschiedenis
Het ADN is op 26 mei 2000 te Genève gesloten ter gelegenheid van een diplomatieke conferentie onder de gezamenlijke auspiciën van de Economische Commissie voor Europa van de Verenigde Naties (UNECE) en de Centrale Commissie voor de Rijnvaart (CCNR). Het ADN was op 29 februari 2008 in werking getreden, naar aanleiding van economische veranderingen in Europa en de veranderingen op het gebied van de binnenvaart in verband met de opening van het Rijn-Main-Donaukanaal.
Na de inwerkingtreding van het ADN heeft op 19 juni 2008 een eerste zitting van de Administratieve Commissie van het ADN plaatsgevonden. De Commissie had toen besloten dat de versie van 2007 op 28 februari 2009 in de plaats moest komen van de oorspronkelijke versie (ADN 2000). Deze versie van 2009 was een geconsolideerde versie waarin rekening was gehouden met actualiseringen, en was van toepassing met ingang van 28 februari 2009. Vervolgens zijn om de twee jaar bijgewerkte versies van de bij het ADN gevoegde verordeningen uitgebracht; de meest recente versie is het ADN 2023.
Het ADN is de opvolger van het Reglement voor het vervoer van gevaarlijke goederen over de Rijn (ADNR) dat op 1 april 1971 in werking is getreden. De basis van dit reglement was resolutie nr. 206 van het Comité voor binnenlands vervoer van de UNECE in Genève van 24 januari 1964. Het ADNR is op 1 januari 2011 afgeschaft.

## Inhoud van de overeenkomst
Het ADN bestaat uit een juridische hoofdtekst (de overeenkomst zelf) en bijgevoegde regelgeving en heeft tot doel:
- een hoog veiligheidsniveau te bewerkstelligen bij het internationale vervoer van gevaarlijke goederen over de binnenwateren;
- daadwerkelijk bij te dragen tot de bescherming van het milieu door verontreiniging ten gevolge van ongevallen of incidenten tijdens dit vervoer te voorkomen;
- de vervoersactiviteiten te vergemakkelijken en de internationale handel in gevaarlijke goederen te bevorderen.[2]

De aan het ADN gehechte reglementen bevatten bepalingen met betrekking tot gevaarlijke stoffen en voorwerpen, bepalingen met betrekking tot het vervoer in colli en in bulk aan boord van binnenschepen of tankers, en bepalingen met betrekking tot de bouw en de exploitatie van deze schepen. Zij bevatten ook regels en procedures voor inspecties, de afgifte van certificaten van goedkeuring, de erkenning van classificatiebureaus, toezicht en opleiding en examinering van deskundigen.

## Structuur van het bijgevoegd reglement

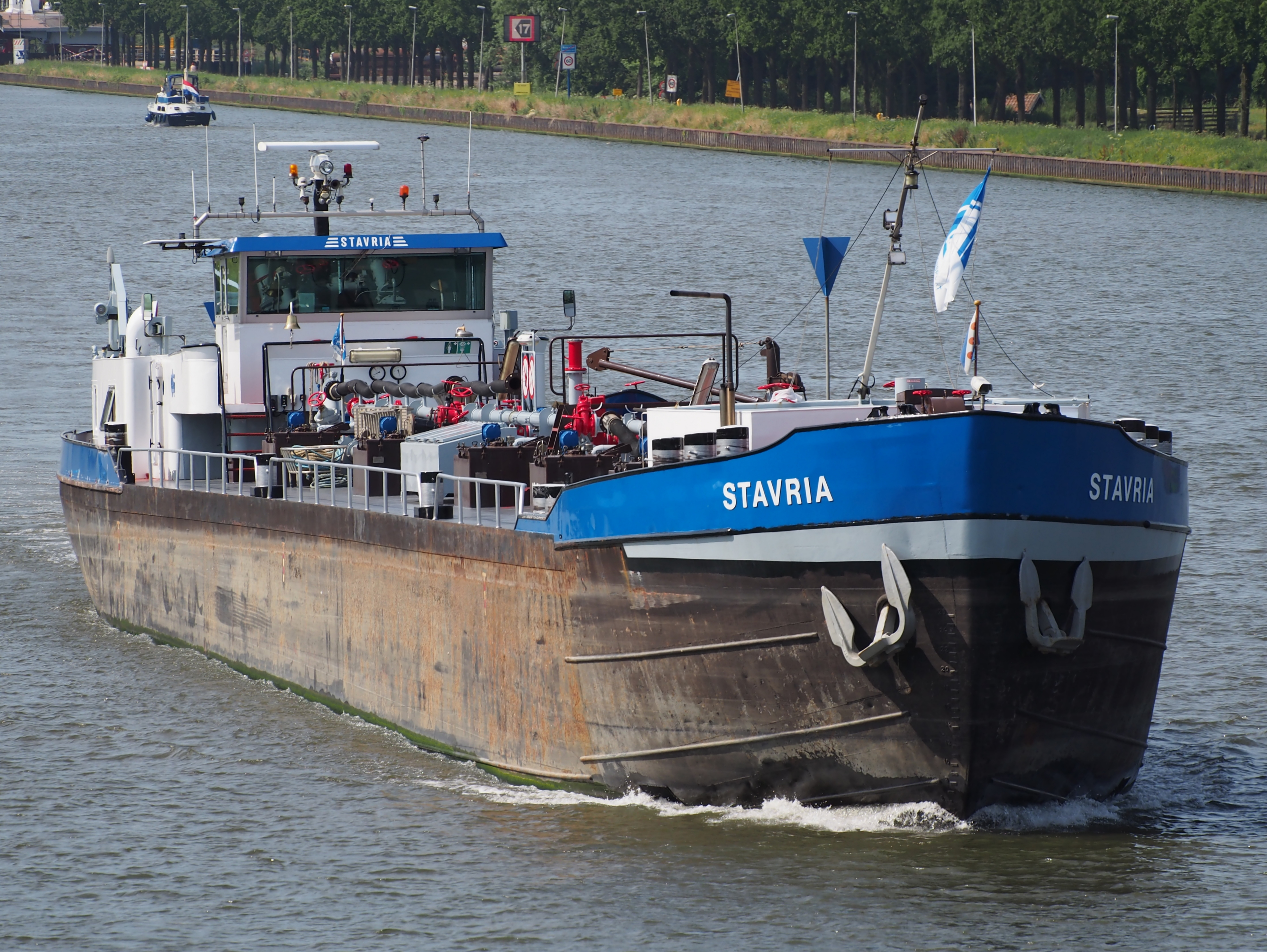
Een schip op het Amsterdam-Rijn kanaal die één blauwe kegel voert. Of- en hoeveel blauwe kegels of blauwe lichten een schip moet voeren is aangegeven in deel 3 en sub-paragraaf 7.1.5 van het ADN.

De structuur van de bijgevoegde regelgeving is, wat de opbouw betreft, in overeenstemming met de wet- en/of regelgeving inzake het vervoer van gevaarlijke stoffen over zee, over de weg, per spoor en door de lucht.
Het bijgevoegd reglement is als volgt ingedeeld:
- Deel 1: Algemene voorschriften
- Deel 2: Classificatie
- Deel 3: Lijst van gevaarlijke goederen, bijzondere bepalingen alsmede vrijstellingen inzake gevaarlijke goederen, verpakt in gelimiteerde en vrijgestelde hoeveelheden;
- Deel 4: Voorschriften voor het gebruik van verpakkingen, tanks en transporteenheden voor losgestort vervoer;
- Deel 5: Procedures voor de verzending
- Deel 6:Voorschriften voor de constructie en beproeving van verpakkingen Intermediate Bulk Containers (IBC's) grote verpakkingen, tanks en bulkcontainers;
- Deel 7: Voorschriften voor het laden, vervoeren, lossen, en de behandeling van de lading;
- Deel 8: Voorschriften voor de bemanning, de uitrusting de exploitatie van schepen en de documenten;
- Deel 9: Constructievoorschriften.

Deel 4 en 6 bevatten, in tegenstelling tot de andere hoofdstukken, alleen verwijzingen naar informatie uit onder andere het ADR.

## Opleidingen en cursussen
Het ADN schrijft voor dat personen die rollen vervullen zoals onder andere afzender, vervoerder en verpakker van gevaarlijke stoffen 'onderricht' hebben genoten voor deze rollen. De opleidingen moeten, afhankelijk van de verantwoordelijkheden en taken van de desbetreffende persoon, het volgende bevatten:
- een algemene bewustmaking;
- een functiespecifieke opleiding;
- een veiligheidsopleiding.

Veiligheidsadviseurs moeten bij een erkende instantie een examen afleggen voordat zij hun taken mogen uitvoeren.

## Het ADN in Nederland

### Wet en regelgeving
Het vervoer van gevaarlijke stoffen over binnenwateren is geregeld in de Wet vervoer gevaarlijke stoffen (WVGS), het Besluit vervoer gevaarlijke stoffen (Bvgs) en in de Regeling vervoer over de binnenwateren van gevaarlijke stoffen (VBG). Het VBG bevat vier bijlagen met de specifieke voorschriften voor het vervoer van gevaarlijke stoffen over de binnenwateren van Nederland. Het VBG is als volgt opgebouwd:
- bijlage 1: de Nederlandse vertaling van het ADN;
- bijlage 2: Regeling vervoer gevaarlijke stoffen met zeeschepen (RVGZ);
- bijlage 3: aanvullende voorschriften op het ADN;
- bijlage 4: erkende instanties.[5]

### Beroepsexamens
Het Centraal Bureau voor Rijvaardigheidsbewijzen (CBR) neemt de volgende ADN gerelateerde examens af:
- ADN basis verklaring Drogeladingschepen;
- ADN basis verklaring Tankschepen, welke aangevuld kan worden met een verklaring Gas en/of Chemie;
- ADN basis verklaring Gecombineerd – Drogelading-/tankschepen, welke aangevuld kan worden met een verklaring Gas en/of Chemie;
- Examen voor de veiligheidsadviseur ADN.[6]

### Toezichthouders
De Inspectie Leefomgeving en Transport (ILT) van het Ministerie van Infrastructuur en waterstaat is belast met de controle op naleving van het ADN. Het Ministerie van Defensie heeft zijn eigen toezichthouder: het Korps Militaire Controleurs Gevaarlijke Stoffen (KMCGS), dat toeziet op het veilige vervoer van gevaarlijke stoffen binnen het Ministerie.

### Soortgelijke overeenkomsten
- De overeenkomst voor het internationale vervoer van gevaarlijke goederen over de weg (ADR)
- het Reglement betreffende het internationaal spoorwegvervoer van gevaarlijke goederen (RID)
- Technische instructies voor het veilige vervoer van gevaarlijke goederen door de lucht (ICAO-TI)
- Internationale Code voor het vervoer van gevaarlijke stoffen over zee (IMDG-Code)

### Overige gerelateerde pagina's
- ADR-gevarenklassen en -labels
- Stofidentificatienummer
- Wetgeving gevaarlijke stoffen